# Rumore rosa

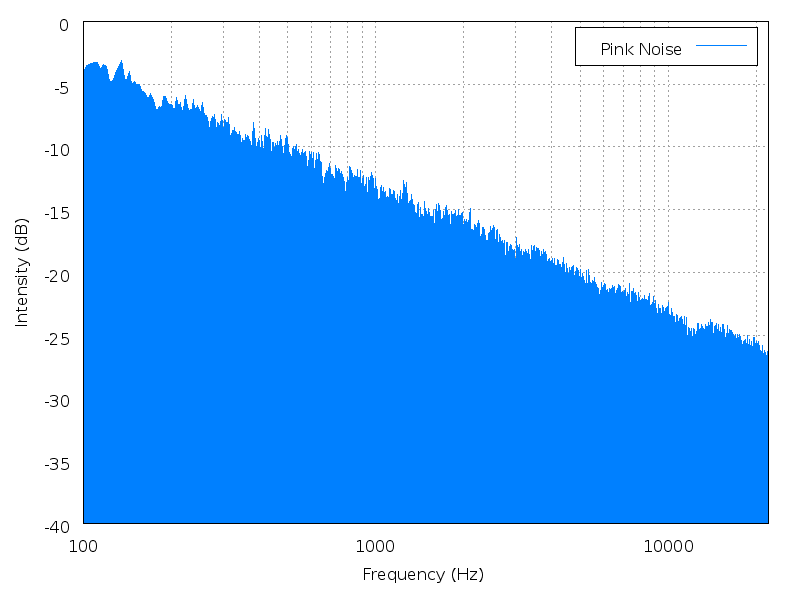
Esempio di spettro di rumore rosa

In fisica si definisce rumore rosa o rumore 1/f o rumore flicker un particolare tipo di rumore in cui le componenti a bassa frequenza hanno potenza maggiore, a differenza del rumore bianco in cui la potenza è uguale per qualsiasi frequenza. Esso è caratterizzato da una distribuzione spettrale di potenza del tipo:
{\displaystyle S_{nn}(f)\propto {\frac {1}{f}}}
Esiste anche un suono inverso al rumore rosa, questo suono prende il nome di rumore blu.

## Elettronica
Tipicamente nei dispositivi elettronici a semiconduttore è causato da un insieme di fenomeni di intrappolamento e rilascio dei portatori di carica.
Questi fenomeni possono essere modellizzati da distribuzioni lorentziane con una costante caratteristica {\displaystyle \tau } che descrive il tempo di intrappolamento:
{\displaystyle S_{trap}(\omega )={\frac {A}{1+(\omega \tau )^{2}}}}
Certe distribuzioni spaziali di questo fenomeno possono dare vita al rumore 1/f.
Benché l'errore associato al rumore non converga di per sé, se propagato all'interno di circuiti elettronici può assumere valori finiti. 
Se ad esempio si considera un circuito C-R connesso tramite un inseguitore di tensione a un circuito R-C:
- {\displaystyle H_{RC}(\omega )={\frac {1}{1+j\omega RC}}}

- {\displaystyle H_{CR}(\omega )={\frac {j\omega RC}{1+j\omega RC}}}

si ha che:
{\displaystyle \sigma ^{2}=\int _{0}^{+\infty }{S_{nn}(\omega )\left|H_{RC}(\omega )H_{CR}(\omega )\right|}^{2}\,df=\int _{0}^{+\infty }k_{f}{\frac {\omega (RC)^{2}}{(1+\omega ^{2}(RC)^{2})^{2}}}\,d\omega <+\infty }

## Acustica
In acustica questo tipo di rumore è strutturato non per compensare la sensibilità dell'orecchio umano alle varie frequenze e per cui esiste il rumore grigio, ma per compensare il fenomeno dell'intrappolamento dell'apparecchiatura elettronica, quindi viene utilizzato per l'equalizzazione del suono in ambito professionale, il segnale di rumore il cui livello spettrale diminuisce di 3,01 dB per ottava. Tenendo in considerazione la correzione del rumore rosa è possibile riprodurre correttamente il rumore bianco e quindi conferisce al rumore riprodotto la stessa energia per ogni ottava. 
Il sistema migliore di misura e documentazione è quello di indicare il livello del rumore bianco e aggiungere il punto di ginocchio sotto il quale predomina il rumore 1/f, effetto ben prevedibile.